# Homophylax nevadensis
Homophylax nevadensis är en nattsländeart som beskrevs av Banks 1903. Homophylax nevadensis ingår i släktet Homophylax och familjen husmasknattsländor. Inga underarter finns listade i Catalogue of Life.